# 松下春雄
松下 春雄（まつした はるお、1903年3月2日 - 1933年12月31日）は、大正～昭和初期に美術グループ「サンサシオン」で鬼頭鍋三郎らとともに活躍した洋画家である。

## 略歴
- 1903年 愛知県名古屋市に生まれる。
- 1918年 人見洋画塾で学ぶ。
- 1921年 上京。本郷絵画研究所で学ぶ。岡田三郎助に師事。
- 1923年 関東大震災をきっかけに名古屋へ帰る。鬼頭鍋三郎らと美術グループ「サンサシオン」を結成する。
- 1933年 白血病で死去する。30歳。

## 代表作
- 「毛皮の衿のオーバーの女」1932年ごろ、豊橋市美術博物館
- 「二人のポーズ」1933年、愛知県美術館